# Glenn Tryon
Glenn Tryon (Juliaetta (Idaho), 2 augustus 1898 - Orlando (Florida), 18 april 1970) was een Amerikaans acteur, scenarioschrijver en filmregisseur.

## Biografie
Glenn Torn werd in 1898 geboren in Juliaetta, Idaho en was getrouwd met de actrice Jane Frazee van 1942 tot 1947. Ze hadden samen een zoon, Timothy Tryon. Tryon was ook getrouwd met de actrice Lillian Hall. Tryon overleed op 18 april 1970 in Orlando (Florida). Tryon speelde tussen 1923 en 1951 in 67 films.

## Filmografie (selectie)
- Her Dangerous Path (1923)
- Mother's Joy (1923)
- Smithy (1924)
- Near Dublin (1924)
- The White Sheep (1924)
- Say It with Babies (1926)
- The Cow's Kimona (1926)
- Along Came Auntie (1926)
- 45 Minutes from Hollywood (1926)
- Two-Time Mama (1927)
- Lonesome (1928)
- Broadway (1929)
- Dames Ahoy! (1930)
- The Midnight Special (1930)
- The Widow in Scarlet (1932)
- Beauty for the Asking (1939)
- Law Men (1944)
- George White's Scandals (1945)